# Зиг и Шарко
«Зиг и Шарко» (фр. Zig et Sharko, англ. Zig & Sharko) — французский мультипликационный сериал компании Xilam. Первая серия вышла 21 декабря 2010 года.

## Сюжет
Русалка Марина живёт на морском дне, её любят все обитатели подводного мира. Самым верным другом русалки является огромная акула Шарко. Только голодная гиена Зиг смотрит на русалку с плохо скрываемым вожделением, постоянно мечтая её съесть. Зиг старается поймать её, придумывая для неё всё новые и новые ловушки. В своих коварных делах злодей даже доходит до того, что использует маленького доброго рака-отшельника Берни, который живёт близко от Марины и обладает изобретательским талантом. В дальнейшем Шарко и Марина вместе влюбляются друг в друга.
Действие сериала проходит в каждом сезоне в новой локации. Например:
- Первый сезон — происходит на вулканическом острове и в подводном мире. Марина и Шарко живут в подводном доме, Зиг и Берни на острове.
- Второй сезон — происходит на пляже. Марина и Шарко живут в песочном замке, Зиг и Берни живут в старом самолёте на дереве посреди леса.
- Третий сезон — Марина, Шарко, Зиг и Берни отправились в морское путешествие на океанском лайнере.
- Четвертый сезон — Марина, Шарко, Зиг и Берни причаливают на корабле снова обратно к острову. Марина появляются ноги благодаря волшебным сланцам, которые при ношении превращают ее в человека со сверхчеловеческими ногами, после чего их приключения возобновляются.

## Персонажи

### Главные персонажи
- Зиг — вечно голодная гиена. Мечтает поймать русалку Марину, чтобы съесть её, однако его планы постоянно рушатся.
- Шарко — акула, друг и надёжный защитник Марины, который мешает планам Зига в поимке Марины.  Способен передвигаться по суше (а начиная со второго сезона его внешность приобретает более антропоморфные черты). В некоторых сериях он заключал временное перемирие с Зигом ради того, чтобы с его помощью решить какую-нибудь проблему (например, спасти Марину из беды). Любимые занятия — игра в пинг-понг и физические упражнения на тренажёрах. Во втором сезоне работает спасателем на пляже.
- Марина — красивая, впечатлительная, жизнерадостная и весёлая русалка, проводящая своё время сидя на выступающей около острова скале. Способна передвигаться на своём хвосте как на ногах, по суше. В первом сезоне живёт в подводном доме, во втором — в песочном замке на берегу острова. Умеет очень хорошо петь, а также разбирается в механике. В одной серии получила вместо хвоста настоящие ноги, в которых быстро разочаровалась. Внешность персонажа основана на русалочке Ариэль из мультфильма студии Disney.
- Берни — необычайно умный и изобретательный рак-отшельник, лучший друг Зига, который помогает ему в поимке Марины и является парнем звезды-заколки Марины.

### Прочие персонажи

#### 1 сезон
- Король Нептун — появляется в первом сезоне, живёт под водой в роскошном дворце, неподалёку от дома супругов Марины и Шарко. Личное оружие — трезубец, работающий на батарейках. Имеет при себе советника-лангуста и целую армию телохранителей-косаток. Всячески стремится произвести впечатление на Марину и увлечь её за собой, но Шарко ему препятствует. Но зачастую выступает как сквозной персонаж.
- Слабовидящий капитан корабля — появляется редко в начале серий «Глупые строители», «Обамбученный», «Надувательство» и т. д. Из-за плохого зрения капитана корабль врезается в остров, а сам он уплывает на спасательной лодке. Чаще всего на корабле бывает какой-нибудь груз, которым потом пользуются герои.
- Родители Шарко — появляются в 50 серии первого сезона.
- Сумасшедший дельфин — появляется в двух сериях первого сезона. Живёт в дельфинарии неподалёку. Зиг использует его для осуществления своих целей. Несмотря на свой безумный вид, он обладает неплохими способностями, например, может заминировать корабль или остров и взорвать их.
- Осьминог — морской житель. Появляется в 1 сезоне. Чаще всего выступает как продавец, домработник, стилист или партнёр Шарко по пинг-понгу.
- Обезьяна — один из жителей острова. Большого роста, поэтому он часто бьёт Зига, если тот чем-то выводит его из себя.
- Робинзон — появляется в 11 серии первого сезона. Он умный, сильнее Зига, но слабее Шарко. На острове Робинзон влюбляется в Марину и начинает воевать с Зигом и Шарко вместе. В конце серии Шарко запихивает его в бутылку и выкидывает в море.

#### 2-3 сезоны
- Морская звезда — «заколка» Марины. Повторяет мимику её глаз. Взаимно влюблена в Берни. Активно участвует в сюжете лишь в нескольких сериях.
- Посейдон — отец Марины, появляется в некоторых сериях второго и третьего сезона. Живёт под водой, но иногда выходит на сушу, чтобы помочь дочери и Шарко в чём-либо. Как и Нептун, вооружён трезубцем.
- Хозяин вулкана — появляется в некоторых сериях второго и третьего сезона. Живёт на острове в кратере вулкана. Одет в чёрный плащ, а над головой у него горит голубоватое пламя. Владеет чёрной магией. Значительной роли не играет, но несколько раз пытался хитростью поймать Марину, в которую влюбился.
- Одичавший пилот — появляется во втором, и третьим сезоне, живёт вместе с Зигом и Берни в старом самолёте, потерпевшем когда-то аварию над островом и повисшем на лианах одного дерева. Не блещет умом, но иногда тоже играет роль в развитии сюжета какой-либо серии. В третьем сезоне работает капитаном лайнера, на котором плывут все остальные персонажи, включая четвёрку главных героев.
- Египетская мумия — появляется в двух сериях второго сезона. С виду страшная, но в душе дружелюбная. В первой серии живёт в пирамиде, которую Зиг, Марина, Шарко и Берни раскопали на пляже. Пыталась проявлять гостеприимство, но когда герои решили сбежать из пирамиды, разозлилась и решила их остановить, чтобы не остаться вновь в одиночестве. Но в итоге она всё же одумывается и переселяется на поверхность. Во второй серии живёт непосредственно на острове и промышляет мелкой торговлей. Продаёт Зигу два магических талисмана, с помощью которых тот пытается победить Шарко.
- Инопланетянин — розовый одноглазый пришелец аморфного телосложения, появляется в двух эпизодах обоих сезонов (по одному на каждый). Летает на космическом корабле, своей главной целью видит поймать Марину (однако, всегда терпит неудачу). Отрицательный персонаж, но умеет притворяться добрым. Страдает аллергией на клубнику. В одном из эпизодов втёрся в доверие к Шарко и стал для него кем-то вроде домашнего питомца.

## Трансляции
| Страна   | Телеканал и видеосервис                                          | Дубляж     | Иностранное название                            |
| -------- | ---------------------------------------------------------------- | ---------- | ----------------------------------------------- |
| Франция  | Canal+, TF1, Gulli, Canal J, Tiji (упоминание), YouTube, Netflix | оригинал   | Zig et Sharko                                   |
| Нигерия  | NTA                                                              | английский | Zig and Sharko                                  |
| ЮАР      | SABC                                                             | английский | Zig and Sharko                                  |
| Германия | KiKA                                                             | немецкий   | Zig & Sharko - Meerjungfrauen frisst man nicht! |
| Россия   | Gulli Girl, Карусель (телеканал)                                 | русский    | Зиг и Шарко                                     |
| Украина  | Сонце                                                            | украинский | Зіґ і Шарко                                     |